# Arvin Moazemi
Arvin Moazemi Godarzi (en persa: آروین معظمی گودرزی‎; Arak, 26 de marzo de 1990) es un ciclista iraní.

## Palmarés

### Ruta
| 2009 - 1 etapa del Tour de Milad du Nour 2010 - 3.º en el Campeonato de Irán en Ruta 2013 - 2.º en el Campeonato Asiático en Ruta 2015 - Tour de Singkarak - 3.º en el Campeonato de Irán en Ruta - 3.º en el Campeonato de Irán Contrarreloj | 2016 - Campeonato de Irán Contrarreloj - 2.º en el Campeonato de Irán en Ruta - Jelajah Malaysia, más 1 etapa - Tour de Fuzhou, más 1 etapa 2017 - 1 etapa del Tour de Flores - 1 etapa del Tour de Ijen 2018 - 3.º en el Campeonato Asiático Contrarreloj |

### Pista
2009
- 2.º en el Campeonato Asiático en persecución por equipos

2015
- 2.º en el Campeonato Asiático en Madison